# Palais Missori
Le palais Missori (en italien : Palazzo Missori) est un bâtiment  de la ville de Milan en Italie.

## Histoire
Le bâtiment, conçu par l'architecte italien Marcello Piacentini, est érigé entre 1933 et 1938. Afin de rendre possible sa construction on procède, au début des travaux, à la démolition de l'ancien bâtiment du cinéma Reale qui s'y trouvait.

## Description
Le bâtiment occupe un terrain de forme triangulaire qui donne sur la piazza Giuseppe Missori, la via Giuseppe Mazzini et la via Maurizio Gonzaga dans le centre-ville de Milan.
Le palais présente un style rationaliste. Le façades sont réparties horizontallement en trois niveaux, différents par forme et matériaux.

## Galerie d'images

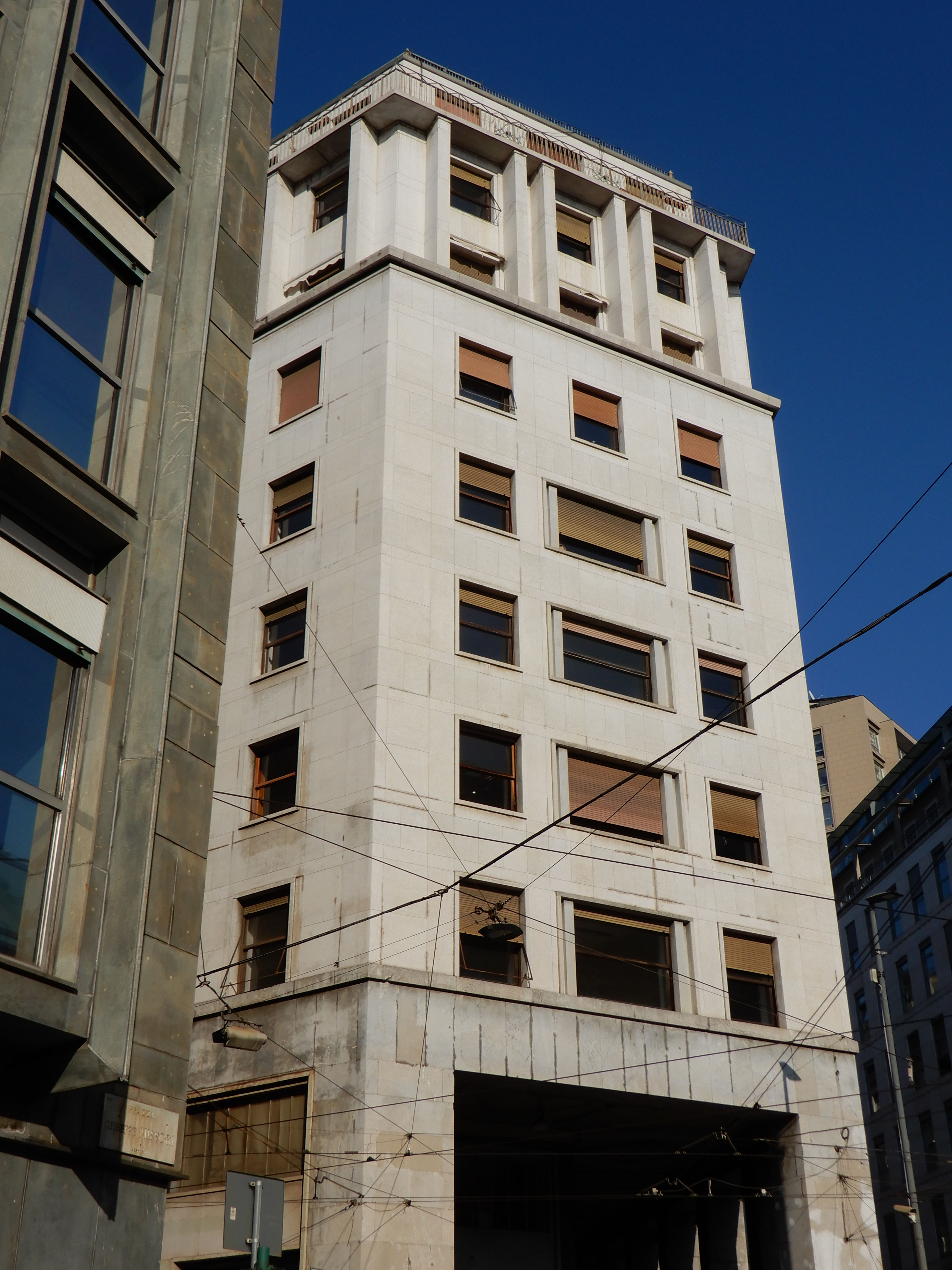
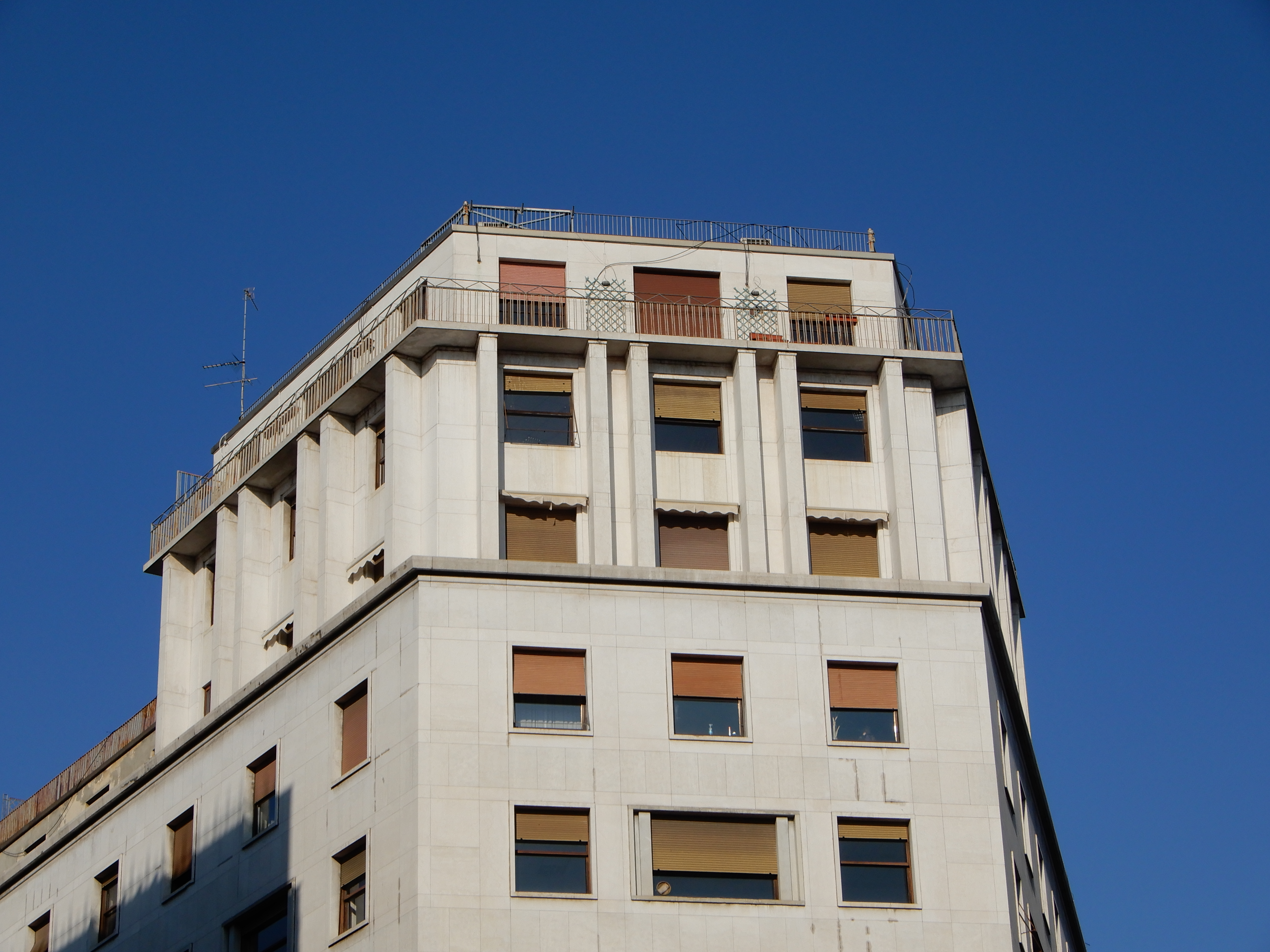
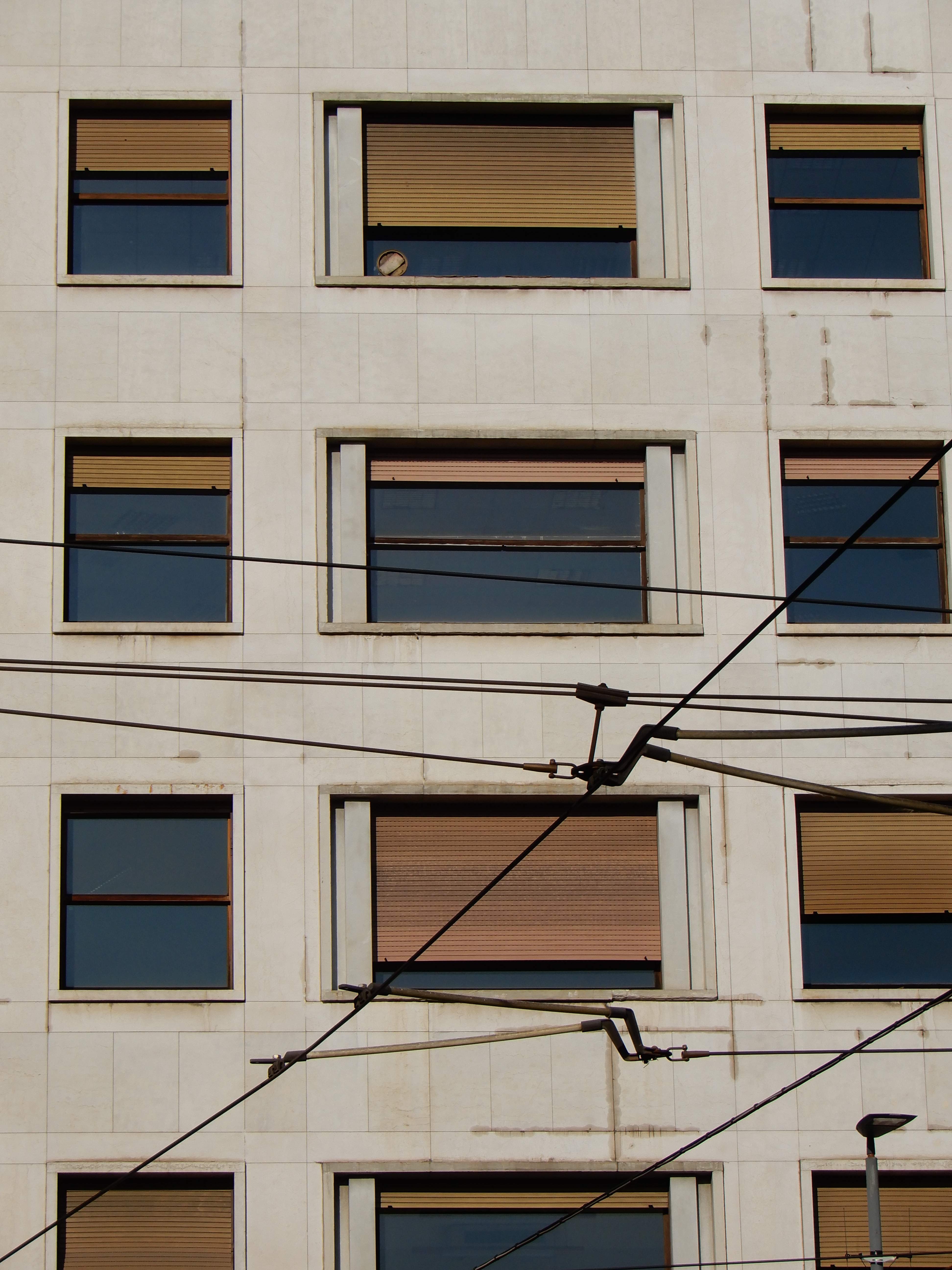